# 해나 럭스 데이비스
해나 럭스 데이비스(Hannah Lux Davis, 1986년 5월 17일 ~ )는 미국의 뮤직비디오 감독, 광고 감독, 영화 감독이다.